# Közvetlen értékesítés
A Közvetlen értékesítés (Sales Pitch) Philip K. Dick egyik novellája, amelyet 1953-ban írt, és 1954-ben a Future Science Fiction magazin júniusi számában jelent meg. Magyarul a Lenn a sivár Földön című novelláskötetben olvasható.
|  | Alább a cselekmény részletei következnek! |

## Történet
Ed Morris utálja a reklámokat. Akárhogy is, bármennyire a mellékútvonalakon próbál meg minden nap hazatérni a Ganymedesről, egy-két kósza reklám mindig beférkőzik az agyába. De ha ez még nem lenne elég, az űrkikötőből a lakásáig vezető úton reklámozó robotok egész hadserege lohol a nyomában, portékáikat árulva. Bezzeg a Proxima Centaurin! Habár ott nem ennyire fejlett az élet (nagyjából száz évvel le vannak maradva, úgy élnek, mint a 20. században), de legalább nincsenek reklámok. Nem csoda tehát, ha ki van készülve és a feleségével eltöltendő nyugalmas percekre vágyik. Bár teljesen elfelejtette, ma van a születésnapja, de még ekkor sem pihenhet: egy önmagát áruló robot csönget be hozzá. Demonstrációképpen szétveri Morris lakását, majd hasznosságát bizonyítandó megjavít mindent, amit tönkretett. Hiába próbálja őt elzavarni a házaspár, a programozása szigorúan megtiltja, hogy elmenjen, amíg meg nem veszik őt. Morrisnak mentőötlete támad: megpróbál elmenekülni a Földről, így gyorsan űrhajójába pattan. Azonban a robot utoléri őt, és nem hajlandó leszállni róla. Morris végső elkeseredésében rövidtávra felszerelt hajójával nekivág egy szomszédos csillagrendszer felé, a Proximához. Az irtózatos gyorsulás, amire szükség van ahhoz, hogy kiléphessen a Naprendszerből, szinte felrobbantja a hajót. Morris hátraküldi a robotot, hogy ellenőrizze a hajtóműveket, majd még egy utolsót beletapos a gázba. A hajó motorja felrobban, ő pedig felsóhajt: végre a várva-várt csendben nézheti azt a bolygót, ahova el akart jutni, egészen amíg el nem nyeli őt a Proxima csillaga. Ekkor a háta mögött a szinte teljesen szétrobbant robot ismét elkezdni ajánlgatni magát.